# بوبا جنكينز
بوبا جنكينز (بالإنجليزية: Bubba Jenkins)‏ هو مصارع رياضي أمريكي، ولد في 5 فبراير 1988 في فرانكفورت في ألمانيا.